# شمشیرا (فیلم ۲۰۲۲)
شمشیرا (به زبان هندی: Shamshera) فیلم هندی درام تاریخی هندی-زبان، محصول سال ۲۰۲۲ به کارگردانی کاران مالهوترا با بازیگری رانبیر کاپور، سانجی دات، وانی کاپور، رونیت روی و سراب شوکلا است.داستان این فیلم در دههٔ ۱۸۰۰ اتفاق می‌افتد، ماجرای یک طایفه راهزن است که برای استقلال در برابر راج بریتانیا به مبارزه برمی‌خیزند.

## فیلمبرداری
فیلمبرداری اصلی فیلم در ماه دسامبر ۲۰۱۸ آغاز شد. یک قلعه عظیم برای این فیلم در فیلم سیتی، گورگائون ساخته شد که نیاز به دو ماه آماده‌سازی و تلاش نزدیک به ۳۰۰ کارگر داشت. فیلمبرداری در ماه سپتامبر ۲۰۲۰ به پایان رسید.